# Gonomyia bispina
Gonomyia bispina là một loài ruồi trong họ Limoniidae. Chúng phân bố ở miền Australasia.